# Clément Janequin
Clément Janequin (Châtellerault, 1485 – Parigi, 1558) è stato un compositore francese del Rinascimento, che ebbe larghissima fama e diffusione in tutta Europa.

## Biografia
Clément Janequin nacque forse a Châtellerault, dove morirono entrambi i genitori; nella cittadina francese Janequin potrebbe aver iniziato anche i suoi studi musicali. Le prime notizie certe sul compositore risalgono al 1505, data in cui fu registrato a Bordeaux come clericus al servizio di Lancelot Du Fau, umanista e influente uomo politico e religioso. Nel 1523, alla morte di Du Fau, passò a servire Jean de Foix, vescovo di Bordeaux.
Fu probabilmente in questo periodo che completò gli studi sacerdotali, perché da allora cominciò a ricevere una serie di prebende, relativamente poco redditizie; la penuria finanziaria sarà infatti un problema che lo accompagnerà per tutta la vita.
Tra il 1526 e il 1530 ebbe diversi piccoli incarichi religiosi. In questo periodo Janequin acquisì una discreta fama come compositore, presto accresciuta dalla stampa delle sue musiche effettuata a Parigi. A Bordeaux incontrò il poeta e musicista Eustorg de Beaulieu, che descriverà in seguito una serata passata con lui a casa dell'avvocato Bernard de Lahet, in cui cantarono chansons a tre parti fino a tarda notte.
Molto apprezzato dai contemporanei, ottenne il titolo di chantre del re, probabilmente anche grazie alla chanson Chantons, scritta per celebrare l'ingresso di Francesco I a Bordeaux; nonostante questo successo, non sembra però che sia mai stato assunto a servizio regolare a corte.
Alla morte di Foix nel 1529, furono dichiarate vacanti tutte le prebende a lui legate e Janequin dovette nuovamente cercarsi da vivere.

Dal 1534 al 1537 prestò servizio come maestro di cappella nella cattedrale di Angers, dove era cappellano dal 1527; dopo questa data non si hanno notizie sui suoi spostamenti e i documenti riportano solo che fu sostituito da Henry Loys.
Il nome di Janequin ricompare negli archivi del 1548, quando è indicato come estudiant all'Università di Angers, forse solo per usufruire di alcuni privilegi concessi agli studenti. In questo periodo incorse infatti in altre difficoltà economiche a causa di un prestito ricevuto dal nipote, che però, nonostante gli avesse versato interamente i suoi proventi, non fu in grado di estinguere; a seguito di questa insolvenza, sembra che ruppe definitivamente con la sua famiglia. Tuttavia, nonostante i problemi, gli anni di Angers, e in particolare il 1530, furono per Janequin i più prolifici, come attesterebbe il suo crescente numero di pubblicazioni. Durante questo decennio, Attaingnant pubblicò almeno quattro volumi interamente dedicati alle chanson di Janequin e forse uno, ora perduto, di mottetti.
Negli ultimi anni di vita divenne compositeur ordinaire du roi, un titolo che solo Sandrin prima di lui sembra aver avuto.
Janequin fece testamento il 18 gennaio 1558, lasciando i suoi pochi averi non alla famiglia, ma in beneficenza, dopo aver pagato la sua governante che aveva sempre lavorato per lui senza retribuzione; morì poco dopo.
La sua carriera fu singolare poiché, pur essendo un eccellente e famoso compositore, riconosciuto da tutti come tale mentre era ancora in vita, non ebbe mai una posizione musicale importante e continuativa in nessuna istituzione. Forse per questo motivo, nessun lamento, né poetico, né musicale, fu scritto quando morì; a sua memoria rimane però l'ininterrotta popolarità della sua musica.

## Alcune opere
Alcune sue composizioni sono: Chansons, Sacrae cantiones seu motectae, Octante psaumes de David, Inventions, La jalousie, La chasse au lièvre, L'alouette, Le rossignol, La prise de Boulogne.
La bataille, scritta per celebrare la vittoria francese della battaglia di Marignano, riproduce una serie di suoni onomatopeici a imitazione di quelli della guerra; un procedimento analogo fu adottato per Le chant des oiseaux, in cui è appunto imitato il canto degli uccelli di bosco.
Janequin scrisse anche musica liturgica, 250 canzoni profane, circa 150 salmi e canzoni spirituali; molte composizioni religiose furono realizzate sulle melodie del più celebre compositore ginevrino, Loys Bourgeoise, evidenziando la posizione filoprotestante del musicista.

## Chansons
1. A ce joly minimoys [Merritt, III, 97]
2. A toy, mon Dieu, mon coeur morte [1549; 1559]
3. A toy, o Dieu, qui es le haut [1559]
4. Ainsi que la bische rée [1559]
5. Aller m'y fault [Merritt, I, 7]
6. Allons, fuyons, buvons [Merrit, II, 45]
7. Alors qu'affliction me pese [1559]
8. Alors que de captivité [1559]
9. Amour ayant de ma grand passion [Merrit, IV [121]
10. Amour cruel, mon Dieu* [Merritt VI, 246]
11. Amour cruel de sa nature (M. de Saint-Gelais) [Merrit, II, 72]
12. Amour et moy avons faict [Merrit, IV [133]
13. Amour vainc tout [Merrit, VI, 231]
14. Après avoir constamment attendu [1559]
15. Assouvy suis [Merritt, I, 8]
16. Au cri du povre délaissé [1558]
17. Au despartir triste deul [Merrit, II, 29]
18. Au joly jeu du pousse avant [Merritt, I [12]
19. Au moins mon Dieu ne m'abandonne [1556]
20. Au premier jour du joly moys [Merrit, IV [115]
21. Au verd boys je m'en iray [Merritt, I [132]
22. Aussi tost que je voy m'amye [Merrit, IV [156]
23. Aux parolles que je veux dire [1549; 1559]
24. Avant que partiez de ce lieu [Merrit, V, 202]
25. Ayé pitié du grant mal (Claude Chappuys) [Merrit, II, 27]
26. Baisez moy tost [Merritt, III, 83]
27. Bel aubépin verdissant (P. de Ronsard) [Merrit, VI, 251]
28. Bien heureux est la personne [1559]
29. Bien heureux est quiconques sert à Dieu [1559]
30. Branlez vos piques (La guerre de Renty) [Merrit, VI, 254]
31. Ca, ces beaulx yeux [Merrit, IV [149]
32. Ce disoit une jeune dame [Merrit, IV [168]
33. Ce faux amour [Merrit, VI, 245]
34. Ce may nous dit la verdure [Merrit, V, 214]
35. Ce moys de may [Merritt, I [10]
36. Ce n'est pas moy [Merrit, VI, 239]
37. Ce n'est point moy mon oeil [Merrit, V [194]
38. Ce petit dieu qui vole [Merrit, V, 213]
39. Ce sont gallans [Merrit, II, 57]
40. Ce tendron est si doulce [Merritt, III, 96]
41. Celle qui veit son mari [Merrit, II, 71]
42. Celuy qui du moqueur [1558]
43. Cent baysers au despartir [Merrit, V [180]
44. Cent mille foys [Merrit, V [175]
45. C'est a bon droit [Merrit, II, 28]
46. C'est a moy qu'en veult [Merrit, V [188]
47. C'est gloire à Dieu [1558]
48. C'est mon amy [Merrit, VI, 229]
49. Chantons, sonnons, trompettes [Merritt, I [17]
50. Chasse rigueur loing de toy [Merrit, V, 208]
51. Christ est-il mort (Le devis chrestien) [1556]
52. Comment se sied seulette et désolée (Lamentations de Jérémie) [1556]
53. Comment se sied le Seigneur [1556]
54. Comment sont ils noz Roys [1556
55. De tes doulx yeulx [Merrit, II, 30]
56. De céans jusques chez m'amye [Merrit, V, 204]
57. De labourer je suys cassé [Merrit, II [19]
58. De pleurs la nuict [1556]
59. De son amour me donne [Merrit, VI, 225]
60. De ta bouche tant vermeille [Merrit, V, 215]
61. De tout mon cueur t'exalteray [1549; 1559]
62. De vostre amour je suys deshérité [Merrit, II, 36]
63. De vray amour [Merrit, II, 52]
64. Deba contre mes debateurs [1559]
65. Des eaux la claire liqueur [1558]
66. Des ma jeunesse ils m'ont fait mille assaux [1559]
67. Des qu'adversité nous offense [1559]
68. D'estre subject [Merrit, II, 47]
69. Di moy, ma soeur [Merrit, V, 216]
70. Dictes sans peur (François I) [Merrit, II, 24]
71. Dictes moy doncq* [Merrit, VI, 228]
72. Dieu doint le bonjour [Merrit, IV [157]
73. Donne secours, Seigneur, il en est l'heure [1549; 1559]
74. Donnez au Seigneur gloire [1559]
75. Dont vient cela, Seigneur, je te supply [1549]
76. Dont vient que ce beau temps [Merrit, IV [170]
77. D'où vient cela Seigneur [1559]
78. Doulens regretz, ennuys [Merrit, VI, 241]
79. Du malin les faits vicieux [1549; 1559]
80. Du hault rocher d'éternelle puissance [1556]
81. Du fons de ma pensée [1559]
82. D'un seul soleil [Merrit, V, 205]
83. Dur acer et diamant [Merrit, IV [150]
84. Elle craint cela [Merrit, II, 33]
85. Elle mérite pour ses grâces [Merrit, IV [166]
86. Elle voyant approcher [Merrit, IV [169]
87. En amour y a du plaisir [Merrit, V [198]
88. En attendant son heureuse présence [Merrit, II, 21]
89. En escoutant le chant mélodieulx (Le chant du rossignol
90. En fut il onc [Merritt, III [105]
91. En la prison les ennuys [Merrit, VI, 242]
92. En luy seul gist ma fiance parfaitte [1559]
93. En me baisant [Merrit, V [177]
94. En m'en venant de veoir [Merritt, III, 98]
95. Escoutez tous gentilz (La bataille de Marignan, La guerre), 5 voix [Merrit, VI, 234]
96. Escoutez tous gentilz (La bataille de Marignan, La guerre), 4 voix [Merritt, I, 3]
97. Espars sur moi de ton jardin [1556]
98. Estans assis aux rives aquatiques [1559]
99. Estant oisif (Le caquet des femmes) [Merritt, III [108]
100. Est-il possible, o ma maistresse [Merrit, IV [153]
101. Et vray Dieu qu'il m'ennuye [Merrit, IV [152]
102. Faictes le moy [Merritt, I [16]
103. Faisons le dire mensonger [Merrit, IV [164]
104. Frapper en la roye [Merrit, II, 40]
105. Frere Frappart troussé [Merrit, V, 207]
106. Frere Lubin revenant (L. Jamet) [Merritt, III, 99]
107. Frere Thibault (C. Marot) [Merrit, II, 70]
108. Fy fy metez les hors [Merrit, II, 44]
109. Fy fy cela est trop maigre [Merrit, II, 59]
110. Fyez vous y si vous voulés [Merrit, II, 58]
111. Gentilz veneurs (La chasse) [Merritt, I, 4]
112. Grâces à toi, mon seigneur tout puissant [1556]
113. Gros Jehan menoit [Merrit, IV [126]
114. Guillot un jour [Merritt, III, 78]
115. Hélas mon Dieu, y a il (Saint-Gelais) [Merrit, IV [135]
116. Helas, amy, ta loyauté* [Merrit, VI, 253]
117. Hellas, mon Dieu, ton ire (G. Guéroult) [Merritt, III [111]
118. Herbes et fleurs [Merrit, VI, 237]
119. Ho le meschant [Merrit, V [182]
120. Honneur, vertu et action de grâces [1556]
121. Il est permis trouver [Merrit, V [192]
122. Il estoit une fillette [Merritt, III, 77]
123. Il faut que de tous mes esprits [1559]
124. Il feroit bon planter le may [Merrit, V [176]
125. Il me suffit du temps passé [Merrit, II [18]
126. Il n'est plaisir ne passe temps [Merrit, II, 46]
127. Il s'en va tard [Merrit, IV [159]
128. Incessamment je suis* [Merrit, VI, 227]
129. Incontinent que j'en ouy [1559]
130. Jamais ne cesseray de magnifier le Seigneur [1559]
131. J'atens le temps [Merritt, III, 89]
132. J'ay d'un costé l'honneur [Merrit, V, 206]
133. J'ay dict, j'ay faict [Merritt, III [103]
134. J'ay dit en moy de pres je viseroy [1559]
135. J'ay double dueil [Merrit, IV [119]
136. J'ay mis en toy mon esperance [1559]
137. J'ay trop soubdainement aymé [Merrit, VI, 222]
138. J'ay veu le temps [Merrit, II, 62]
139. Je demande comme tout esbahy [Merrit, VI, 220]
140. Je liz au cueur de m'amye [Merrit, IV [158]
141. Je me veulx tant a son vouloir [Merrit, IV [155]
142. Je ne congnois femme [Merrit, V [172]
143. Je ne fus jamais si aise [Merritt, I [13]
144. Je n'eu jamais de grandz biens [Merrit, IV [143]
145. Je n'ose estre content (François I) [Merrit, II, 37]
146. Je suis a vous [Merrit, IV [147]
147. Je t'aymeray en tout obéissance [1549; 1559]
148. Je veulx que m'amye soit telle (Saint-Romard) [Merrit, IV [125]
149. Jehanneton fut l'aultre jour [Merritt, III, 75]
150. J'endure tout, c'est bien raison [Merrit, V [190]
151. Jusques à quand as estably [1549; 1559]
152. La chasse, voir Gentilz veneurs
153. La bataille de Marignan, voir Escoutez tous gentilz
154. La bataille de Mets, voir Or sus branslés
155. La fausse balance [1558]
156. La femme sage édifie [1558]
157. La guerre de Renty, voir Branlez vos piques
158. La guerre, voir Escoutez tous gentilz
159. La jalouzie, voir Madame voulés vous scavoir
160. La meusniere de Vernon [Merrit, V, 211]
161. La mort plus tost [Merrit, IV [136]
162. La plus belle de la ville [Merrit, II, 23]
163. La prise de Boulongne, voir Pour toy ton prince
164. La sapience a basty sa maison [1558]
165. La sapience esleve hault sa voix [1558]
166. La terre au Seigneur appartient [1549; 1559]
167. La, mon amy [Merrit, II, 48]
168. Laissez cela [Merritt, I [15]
169. L'alouette, voir Or sus, vous dormés trop
170. Lamentations de Jeremie, voir Comment se sied seulette et désolée
171. L'amour, la mort et la vie [Merritt, III, 87]
172. Las on peult juger [Merritt, III [107]
173. Las qu'on congneust (François I) [Merritt, III, 86]
174. Las que crains tu, amy [Merrit, II, 38]
175. Las si tu as plaisir [Merrit, IV [145]
176. Las! en ta fureur aiguë [1549; 1559]
177. Las, povre coeur [Merritt, I, 6]
178. Las, si je n'ay si hault bien [Merrit, II, 36bis
179. Las, si tu veulx en aultre part [Merrit, IV [154]
180. Las, viens moy secourir [Merrit, IV [142]
181. L'aultre jour de bon matin [Merritt, III [112]
182. L'aveuglé dieu qui partout vole [Merrit, V, 209]
183. Le caquet des femmes, voir Estant oisif
184. Le chant des oiseaux, voir Réveillez vous, cueurs endormis
185. Le chant du rossignol, voir En escoutant le chant mélodieulx
186. Le devis chrestien, voir Christ est-il mort
187. Le Dieu, le fort, l'éternel parlera [1559]
188. Le fol malin en son cuer dit [1549; 1559]
189. Le fruict de vie estoit vif [1556]
190. Le jeu m'ennuye, jouez m'amye [Merrit, IV [127]
191. Le lendemain des nopces [Merrit, IV [123]
192. Le rossignol) [Merrit, II, 68]
193. Le rossignol, voir En escoutant le chant mélodieulx
194. Le sage enfant recoit [1558]
195. Le Seigneur est la clarté [1559]
196. Le Seigneur ta priere entende [1559]
197. L'ermaphrodite est estrange [Merrit, II, 34]
198. Les cieux en chacun lieu [1549; 1559]
199. Les cris de Paris, voir Voulez ouir les cris de Paris
200. Les gens entrés en ton héritage [1559]
201. L'espoir confus [Merritt, III, 76]
202. L'espoux a la première nuict (Marot) [Merrit, IV [122]
203. L'homme en son coeur [1558]
204. L'homme meschant s'enfuit [1558]
205. L'omnipotent a mon Seigneur [1559]
206. Loué soit Dieu qui ma main dextre [1556]
207. Ma fille, ma mère [Merrit, II, 20]
208. Ma peine n'est pas grande [Merritt, III [110]
209. Madame voulés vous scavoir (La jalouzie) [Merritt, III [109]
210. Madame a soy non aux aultres [Merrit, II, 22]
211. Maintenant resjouyssons nous [Merrit, II, 43]
212. Mais en quel ciel [Merrit, IV [140]
213. Mais ma mignonne [Merrit, II, 39]
214. Mais que ce fust secretement [Merrit, II, 61]
215. Maistre Ambrelin confesseur (M. Guyet) [Merrit, V [186]
216. Malade si fust ma mignonne [Merrit, IV [163]
217. M'amye a eu de Dieu [Merritt, III, 84]
218. Martin menoit son porceau (Marot) [Merrit, II, 60]
219. M'en allé veoir la belle [Merrit, VI, 221]
220. Mieux vaut un morceau [1558]
221. Mieux vaut bonne renommée [1558]
222. Misericorde au povre vicieux [1559]
223. Mon Dieu, mon roy, ma foy [1556]
224. Mon confesseur m'a dict [Merrit, II, 53]
225. Mon ami est en grâce [Merrit, V [197]
226. Mon Dieu me paist sous sa puissance [1549; 1559]
227. Mon Dieu preste moy l'aureille [1559]
228. Mon Dieu, j'ay en toy esperance [1549; 1559]
229. Mon Dieu, mon Dieu, pourquoy m'as tu laissé [1549; 1559]
230. Mon fils ne te glorifie [1558]
231. Mon père m'a tant batu [3e livre de tabulature de leut … Guillaume Morlaye. Paris 1558]
232. My levay par ung matin [Merritt, I, 9]
233. Nature ornant la dame (Ronsard) [Merrit, V, 218]
234. Ne sois fasché si durant ceste vie [1549; 1559]
235. Ne veuillés pas, o Sire [1549; 1559]
236. Ne vous faschez si me voyez [Merrit, IV [165]
237. N'ensuy le train des malins [1558]
238. Non feray, je n'en feray rien (Saint-Gelais) [Merrit, VI, 244]
239. Non point a nous, Seigneur [1559]
240. Nous sommes en semblable affaire, 3 voix [1556]
241. O bien heureux celuy dont les commises [1549; 1559]
242. O bien heureux qui juge sagement [1559]
243. O combien est plaisant et souhaitable [1559]
244. O cruaulté logée (Marot) [Merrit, II, 73]
245. O de Sion les enfans tant aimez [1556]
246. O Dieu qui es ma forteresse [1559]
247. O doulx aignel de la divinité [1556]
248. O doulx regard, o parler [Merrit, IV [138]
249. O dur amour [Merrit, IV [118]
250. O fortune n'estois tu pas contente [Merritt, III, 88]
251. O mal d'aymer [Merritt, III [104]
252. O nostre Dieu et Seigneur amiable [1549; 1559]
253. O peuple heureux, o terre bien partie [1556]
254. O Seigneur! que de gens [1549; 1559]
255. O, sotes gens qui s'en vont (Saint-Gelais), M iv, n.137]
256. On a beau sa maison bastir [1559]
257. On dict qu'amour n'a plus [Merrit, IV [129]
258. On dit que vous la voulés [Merrit, II, 55]
259. On vous est allé rapporter [Merrit, IV [124]
260. Or sus tous humains [1559]
261. Or as tu bien raison [Merrit, IV [160]
262. Or avons nous de noz aureilles [1559]
263. Or ne différez donc [Merrit, IV [162]
264. Or peut bien dire Israel [1559]
265. Or sus branslés (La bataille de Mets) [Merrit, VI, 235]
266. Or sus pas je ne veuls [Merrit, V, 200]
267. Or sus serviteurs du Seigneur [1559]
268. Or sus vous dormés trop (L'alouette) [Merritt, I, 5]
269. Or veit mon cueur [Merritt, III [102]
270. Or vien circa, vien, m'amye [Merrit, II, 41]
271. Ou cherchez vous du dieu d'amour* [Merrit, VI, 247]
272. Ou mettra l'on ung baiser (Saint-Gelais) [Merritt, III, 92]
273. Ouvrez moy l'huys [Merritt, III [100]
274. Par mes haultz cris [Merrit, V [171]
275. Pareille au feu* [Merrit, VI, 252]
276. Passant au champ [1558]
277. Petit jardin à Vénus consacré [Merrit, V [179]
278. Petite nymphe folastre (Ronsard) [Merrit, V, 219]
279. Petite damoyselle [Merrit, IV [146]
280. Piteuse echo* (J. Du Bellay) [Merrit, VI, 240]
281. Pleust a Dieu que feusse arondelle [Merrit, VI, 233]
282. Plus ne suys ce que j'ay (Marot) [Merritt, III, 82]
283. Pour certain je suis l'homme [1556]
284. Pour loyaulment servir [Merrit, IV [131]
285. Pour toy ton prince (La prise de Boulongne) [Merrit, V, 210]
286. Pourquoy font bruit et s'assemblent les gens [1549; 1559]
287. Pourquoy tournés vous voz yeux (Ronsard) [Merrit, VI, 250]
288. Pourquoy voulés vous [Merrit, II, 54]
289. Propos exquis et profondes parolles [1558]
290. Propos exquis fault que de mon coeur saute [1549; 1559]
291. Puisque je n'ay pour dire [Merrit, IV [167]
292. Puisque mon cueur [Merrit, IV [120]
293. Puisque vers vous aller [Merrit, IV [151]
294. Quand contremont verras [Merrit, IV [148]
295. Quand Israel hors d'Egypte sortit [1559]
296. Quand j'ay esté quinze heures [Merrit, V [189]
297. Quand je t'invoque, helas! escoute [1549; 1559]
298. Quand je voy ma mignonne [Merrit, V [191]
299. Quand ne te veoy [Merrit, VI, 223]
300. Quel Dieu du ciel [Merrit, V [174]
301. Quelque frapart [Merritt, III [114]
302. Quelqu'un me disoit l'aultre jour [Merrit, V, 201]
303. Qu'est ce d'amour (François I) [Merrit, II, 26]
304. Qu'est ce que fait celuy [Merrit, V [187]
305. Qui trouvera la femme vertueuse? [1558]
306. Qui au conseil des malings n'a esté [1549; 1559; Cauchie 1933, 50]
307. Qui ayme la doctrine [1558]
308. Qui diable nous a faict [Merrit, V [193]
309. Qui en la garde du haut Dieu [1559]
310. Qui est-ce qui conversera [1549; 1559]
311. Qui souhaittez d'avoir tout [Merrit, V [183]
312. Qui veult d'amour scavoir [Merritt, III [106]
313. Qui veult scavoir [Merrit, V [178]
314. Qui vouldra voir (Ronsard) [Merrit, V, 217]
315. Réconfortez le petit cueur [Merritt, I [1]
316. Rendés à Dieu louange et gloire [1559]
317. Responce douce appaise [1558]
318. Resveillez vous, c'est trop dormy [Merrit, II, 69]
319. Reveillez vous, chascun fidelle [1549; 1559]
320. Réveillez vous, cueurs endormis (Le chant des oiseaux), 5 voix [Merritt, I, 2]
321. Réveillez vous, cueurs endormis (Le chant des oiseaux), 4 voix [Merrit, II, 67]
322. Revenés souvent, m'amye [Merrit, II, 56]
323. Revenge moy, prens la querelle [1549; 1559]
324. Rions, chantons, passons temps [Merrit, II, 42]
325. Robin couché a mesme terre [Merrit, V, 203]
326. Sans l'espargner par sa forte puissance [1556]
327. Sans y penser ne vouloir [Merrit, IV [134]
328. Scavez vous quand je suis bien aise [Merrit, IV [144]
329. Secouez moy [Merritt, III, 79]
330. Seigneur Dieu, oy l'oraison mienne [1559]
331. Seigneur je n'ay point le cueur fier [1559]
332. Seigneur entens a mon bon droit [1559]
333. Seigneur garde mon droit [1559]
334. Seigneur le roy s'esjouira [1559]
335. Seigneur puisque m'as retiré [1559]
336. Si est-ce que Dieu est tres doux [1559]
337. Si a te veoir n'ay ausé [Merrit, IV [161]
338. Si celle la qui oncques (G. Colin) [Merritt, III, 85]
339. Si come il chiaro [Merritt, III, 91]
340. Si de bon cueur [Merritt, III, 93]
341. Si Dieu vouloit pour chose [Merrit, VI, 240]
342. Si Dieu vouloit que je feusse [Merrit, VI, 232]
343. Si d'ung petit de vostre bien [Merrit, II, 31]
344. Si en aymant je pourchasse [Merrit, II, 25]
345. Si j'ay esté vostre amy [Merrit, II, 64]
346. Si je me plains du mal [Merrit, IV [139]
347. Si je m'y plain [Merrit, VI, 230]
348. Si le coqu en ce moys [Merrit, IV [141]
349. Si m'amie a de fermeté [Merrit, V [195]
350. Si me voyez face triste [Merrit, V [173]
351. Si tu as veu que pour ton feu [Merrit, V [199]
352. Si vous l'avez rendez le moy [Merrit, V [185]
353. S'il est si doulx, 3 voix [Merrit, VI, 226]
354. S'il est si doulx, 4 voix [Merrit, II, 26bis
355. Souffrés ung peu [Merrit, II, 51]
356. Souvienne toy, Seigneur et maistre [1556]
357. Soy moy seigneur ma garde [1559]
358. Suivez tousjours l'amoureuse entreprise [Merrit, II, 32]
359. Sur l'aubépin qui est en fleur [Merrit, V [196]
360. Sus approchez ces levres [Merrit, IV [132]
361. Sus loués Dieu mon ame en toute chose [1559]
362. Sus, sus mon ame il te faut dire bien [1559]
363. Tant ay gravé au cueur (Saint-Gelais) [Merrit, II, 49]
364. Tes jugemens, Dieu veritable [1559]
365. Tétin refaict plus blanc (Marot) [Merrit, II, 66]
366. Tout bellement s'en est allé* [Merrit, VI, 243]
367. Tout honneur, louenge et gloire [1556]
368. Tout mal et travail nous aborde, 3 voix [1556]
369. Toute homme qui son esperance en Dieu asseurera [1559]
370. Toutes les nuictz [Merrit, IV [130]
371. Toy Cupido qui as toute puissance [Merrit, VI, 224]
372. Tresves d'amours [Merrit, II, 65]
373. Triste et marry [Merrit, V [178]
374. Tu as esté, Seigneur, notre retraicte [1559]
375. Tu as tout seul Jhan (Marot) [Merrit, IV [128]
376. Un frais matin* [Merrit, VI, 248]
377. Un gros prieur (Marot) [Merrit, V [181]
378. Un jour voyant ma mignonne* [Merrit, VI, 236]
379. Une belle jeune espousée (Saint-Gelais) [Merritt, III, 80]
380. Une nonnain fort belle (Marot) [Merritt, III [113]
381. Ung pélerin que les Turcs [Merrit, IV [117]
382. Ung compaignon joly [Merritt, III, 95]
383. Ung coup d'essay [Merrit, II, 50]
384. Ung gay bergier [Merritt, III, 74]
385. Ung jour Catin venant [Merrit, IV [116]
386. Ung Jour Colin (Colin) [Merrit, II, 63]
387. Ung jour que madame (Saint-Gelais) [Merritt, III [101]
388. Ung jour Robin (Marot) [Merritt, III, 81]
389. Ung mari se voulant coucher (Saint-Gelais) [Merritt, III, 94]
390. Ung viellart amoureux [Merrit, II, 35]
391. Va rossignol [Merritt, III, 90]
392. Veillés, Seigneur, estre secors [1559]
393. Ventz hardis et légiers [Merrit, V, 212]
394. Vers les monts j'ay levé mes yeux [1559]
395. Veu que du tout en Dieu mon cueur [1549; 1559]
396. Vivons folastres (J.-A. de Baïf) [Merrit, VI, 238]
397. Voulez ouir les cris de Paris (Les cris de Paris) [Merritt, I [14]
398. Vouloir m'est pris de mettre [1559]

### Pubblicazioni storiche
- c. 1528
  - Chansons de maistre C. Janequin nouvellement et correctement imprimeez. Pierre Attaingnant, Paris sd. [c.1528] [Chant des oiseaux, La Guerre, La Chasse, L'alouette, Las povre cœur]
  - A chanson à quatre voix in «6 Gaillardes et six Pavanes avec 13 chansons» Attaingnant, Paris s.d., [c. 1528]
  - A chanson in «34 chansons». Attaingnant, Paris c. 1528
  - A chanson in «37 chansons». Attaingnant, Paris d.d. [c. 1528]
  - A chanson in «chansons nouvelles en musique». Attaingnant, Paris 1528
- 1529
  - 5 chansons in «31 chansons». Attaingnant, Paris 1529
  - 2 chansons in «34 chansons». Attaingnant, Paris 1529
- 1530
  - A chanson in «29 chansons». Attaingnant, Paris 1530
  - A chanson in «36 chansons» Attaingnant, Paris 1530
- 1531
  - La Bataille in «Canzoni frottole et capitoli da diversi», V. Dorich, Rome 1531
  - A chanson in «25 chansons». Attaingnant, Paris, February 1531
- 1533
  - Vingt et quatre chansons musicales... composées par maistre Cl. Janequin. Attaingnant, Paris, after 1533
- 1534
  - 4 chansons in «28 chansons». Attaingnant, Paris, October 1534
  - 7 chansons in «28 chansons». Attaingnant, Paris, March 1534
- 1535
  - A chansons in «Del secondo libro delle canzoni franzese». O. Scotto, Venice s. d. (c. 1535)
  - 4 chansons in «Livre 1er contenant 29 chansons». Attaingnant, Paris 1535
- 1536
  - 13 chansons (3 anonymous) in «Tiers livre contenant XXXI chansons musicales ... composeez par Jennequin et Passereau». Attaingnant, Paris, May 1536
  - A chanson in «Second livre contenant 25 chansons». Attaingnant, Paris 1536
  - A chanson in «Second livre contenant 31 chansons...». Attaingnant, Paris 1536
- 1537
  - Les chansons de la Guerre, la chasse, le chant des oyseaux, l'alouette, le rossignol composees par maistre Clement Jennequin. Attaingnant, Paris, May 1537
  - A chanson in «Second livre contenant 30 chansons vieilles esleues». Attaingnant, Paris 1537*
  - A chanson in «Tiers livre». Attaingnant, Paris 1537
- 1538
  - Congregati sunt, motet à quatre voix in «Liber cantus triginta novem motetos», J. de Buglhat, Ferrara 1538
  - 2 chansons in «Second livre contenant 26 chansons». Attaingnant, Paris, 1538; 1540 (seconda edizione)
  - 10 chansons in «Venticinque canzoni francesi a 4 di C. Janequin e di altri ... Lib. I». Gardane, Venice 1538
  - A chanson in «Le Parangon des chansons Second livre». Jacques Moderne, Paris 1538: 1540 (seconda edizione)
  - A chanson in «Le Parangon des chansons Tiers livre». Jacques Moderne, Paris 1538; 1543 (seconda edizione)
- 1539
  - A chanson in «6e livre». Attaingnant, Paris 1539
- 1540 (before 1540), Missa super La Bataille à 4 voix in «Liber decem missarum», Lyon undated; Jacques Moderne 1540 (seconda edizione); ms. 1550, National bibliothek Vienna; «Nach-druck f. A. v. Ysenburg, Graf zu Büdingen» 1560
  - 8e livre contenant XIX chansons nouvelles... de la facture et composition de maistre Cl. Jennequin. Attaingnant, Paris 1540
  - 4 chansons in «5e livre». Attaingnant, Paris 1540
  - 5 chansons in «Le parangon des chansons 7e livre. Jacques Moderne, Paris, 1540
  - A chanson in «Le Parangon des chansons 6e livre». Jacques Moderne, Paris 1540
  - A chanson in «Le Parangon des chansons 5e livre». Jacques Moderne, Paris, undated
- 1541
  - 30 chansons in Di Festa libro primo de madrigali a tre voci [...] Aggiuntovi simil-mente trenta canzoni francese di Janequin. A. Gardane, Venice 1541; 1543 [con annotazioni]
  - A chanson in «Le Parangon des chansons 9e livre» Jacques Moderne, Paris 1540
- 1543
  - 2 chansons in «14e livre». Attaingnant Paris, 1543
  - 8 chansons in «13e livre». Attaingnant, Paris 1543
  - A chanson in «12e livre». Attaingnant, Paris 1543
- 1544
  - 4 chansons in «15e livre». Attaingnant Paris 1544
  - A chanson in «Le difficile des chansons Second livre». Jacques Moderne, Paris 1544
- 1545
  - 2 chansons in «22e livre«. Attaingnant, Paris 1545
  - 2 chansons in «16e livre». Attaingnant, Paris 1545
  - 2 chansons in «18e livre». Attaingnant, Paris 1545
  - 6 chansons in «17e livre». Attaingnant, Paris 1545
  - Clément Janequin... Libro primo. Gardane, Venezia 1545 [La Bataille, l'Alouette, les Cris de Paris, le Chant des oiseaux, le Rossignol] ; H. Scotto, Venice 1550
  - Le 10e livre contenant la Bataille a 4 de C. Janequin avecq la 5e partie de Ph. Verdelot si placet. Tilman Susato, Anversa 1545
- 1547
  - 7 chansons in «23e livre». Attaingnant, Paris 1547
  - 5 chansons in «25e livre». Attaingnant, Paris 1547
  - 4 chansons in «24e livre». Attaingnant, Paris 1547
- 1548
  - A chanson in «26e livre». Attaingnant, Paris 1548
  - 8 chansons in «Secondo libro di canzoni francese à quatre voix del divino et eccellente musico Clement Janequin et altri autori». Gardane, Venezia 1548; Scotto, Venice (seconda edizione); Gardane Venice 1560 (terza edizione)
- 1549
  - 6 chansons in «30e livre». Attaingnant, Paris 1549
  - 31e livre contenant XXX chansons nouvelles... de la facture et composition de maistre Cl. Jennequin. Attaingnant, Paris, May 1549
  - 5 chansons in «33e livre». Attaingnant, Paris 1549
  - 3 chansons in «Second livre». Nicolas Du Chemin, Paris, 1549
  - 1er livre contenant 28 Pseaulmes de David traduictz... par M. Cl. Marot. Du Chemin, Paris 1549
  - 2 chansons in «1er livre contenant 25 chansons». Nicolas Du Chemin, Paris 1549
  - A chanson in «Tiers livre». Nicolas Du Chemin, Paris 1549
  - A chanson in «34e livre». Attaingnant, Paris 1549
  - A chanson in «Quart livre», Nicolas Du Chemin, Paris 1549
- 1550
  - 4 chansons in «8e livre». Nicolas Du Chemin, Paris
  - 2 chansons in «9e livre». Nicolas Du Chemin, Paris 1551
  - 4 chansons in «7e livre». Nicolas Du Chemin, Paris 1550
  - 7 chansons in «6e livre». Nicolas Du Chemin, Paris
  - 6 chansons in «5e livre». Nicolas Du Chemin, Paris 1550
- 1552
  - 2 chansons à trois voix in «La Fleur de chansons et 6e livre». Susato, Antwerp undated [1552]
  - 7 chansons à trois voix in «La Fleur de chansons et 5e livre à trois parties». Susato, Antwerp 1552
  - 5 chansons in «10e livre», Nicolas Du Chemin, Paris 1552; 1554 (seconda edizione)
  - 3 chansons in «Les Amours de P. de Ronsard». Veuve de La Porte, Paris 1552; 1553 (seconda edizione)
  - A chanson in «Tiers livre des chansons». Phalèse, Lovanio 1552
- 1554
  - 3 chansons in «11e livre», 1554
  - Missa super L'Aveuglé dieu à 4 voix in «Missae duodecim cum 4 voci», Du Chemin, Paris 1554
- 1555
  - Second livre des inventions musicales de M. Cl. Janequin. Contenant le chant des oyseaux, le chant de l'alouette, le chant du rossignol, la prise de Boulongne, la réduction de Boulongne, la meusnière de Vernon, Un jour voyant, Herbes et fleurs le tout à quatre parties nouvellement reveu. Nicolas Du Chemin, Paris August 1555
  - Le caquet des femmes à 5 parties [...] nouvellement reveu et corrigé. Nicolas Du Chemin, Paris 1555
  - 1er livre des inventions musicales de M. Cl. Janequin. Contenant la Guerre, la Bataille de Metz, la Jalouzie. Le tout à 5 parties nouvellement reveu, corrigé. Nicolas Du Chemin, Paris, July 1555
  - La Vénerie autrement dit la chasse [...] à 4 et à 7 parties, nouvellement reveue et corrigée par luy. Nicolas Du Chemin, Paris, September 1555
  - Second livre de chansons et cantiques spirituels... à quatre parties. Du Chemin, Paris, 1555
- 1556
  - Premier livre contenant plusieurs chansons spirituelles, avec les lamentations de Jérémie. Adrian Le Roy & Robert Ballard, Paris 1556
  - 5 chansons in «6e livre de chansons nouvellement composées». Adrian Le Roy & Robert Ballard 1556;
  - 2 chansons in «1er livre de chansons nouvellement mises en musique». M. Fezandat, Paris 1556
  - 2 chansons in «8e livre de chansons nouvellement composées». Adrian Le Roy & Robert Ballard, Paris 1556; 1557 (second édition); 1 in the third édition of 1559; 1572 (fourth édition); 1573 (fifth édition); 1575 (sixth édition)
  - 3 chansons in «7e livre de chansons nouvellement composées». Adrian Le Roy & Robert Ballard, Paris 1556;
  - A chanson in «5e livre de chansons nouvellement composées». Adrian Le Roy & Robert Ballard, 1556
  - A chanson in «Second livre». M. Fezandat, Paris 1556
- 1557
  - 2 chansons in «12e livre». Nicolas Du Chemin, Paris 1557
  - 3 chansons in «Musica de diversi autori La Bataglia francese et la Canzon delli ucelli [...]. A. Gardane, Venice 1577 **[La Bataille, le Chant des oiseaux, Martin menoyt]
  - A chanson in «1er livre de chansons nouvellement mises en musique». Nicolas Du Chemin, Paris 1557
- 1558
  - Proverbes de Salomon mis en cantiques et rime françoise selon la vérité hébraïque... à quatre parties. Le Roy & Ballard, Paris 1558
- 1559
  - Octante deux pseaumes de David traduits en rithme françoise par Cl. Marot et autres avec plusieurs cantiques, ebda. 1559 (m. Brief dans Vs. an die Königin); 2 chansons spirituelles à quatre voix dans Le 1er livre de chansons spirituelles, mises en musique par divers autheurs et excellens musiciens, Lyon 1561, Straton, Lyon 2/1568, B. Rigaud.
- 1564
  - Verger de musique contenant partie des plus excellents labeurs de M. C. Janequin, à 4 et 5 parties [...] reveuz et corrigez par luy mesme. Premier livre, Adrian Le Roy & Robert Ballard, Paris 1559
  - A chanson in «Second recueil des recueils». Adrian Le Roy & Robert Ballard, Paris 1564
- 1573
  - A chanson in «4e livre de chansons». Adrian Le Roy & Robert Ballard, Paris 1573
  - une chansons «11e livre de chansons». Adrian Le Roy & Robert Ballard, Paris 1573.
- 1578
  - 2 chansons à trois voix in «Second livre de chansons à trois parties» Le Roy & Ballard, Paris 1578
- Undated
  - Le difficile des chansons 1er livre contenant XXII chansons nouvelles [...] de la facture et composition de Me Cl. Janequin. Jacques Moderne, Paris undated